# Nastätter Rezesse
Die Nastätter Rezesse waren zwei Verträge bzw. Vergleiche, die im Taunusort Nastätten unterzeichnet wurden, durch die die Auflösung des Kondominiums Landgericht der vier Herren auf dem Einrich geregelt wurde und neue Grenzen geschaffen wurden.

## Vorgeschichte
Das Kondominium „Landgericht der vier Herren auf dem Einrich“ (genannt das „Vierherrische“) war schon 1647 zwecks besserer Verwaltung in drei Quartiere aufgeteilt worden. Jede beteiligte Macht bekam die Herrschaft über ein Quartier, das Vierherrische bestand aber formell fort. Es gab das nassau-saarbrückische Quartier, das nassau-diezische Quartier und das hessische Quartier unter der Herrschaft von Hessen-Kassel. Durch diese Aufteilung mussten sich die drei Herrscher des Vierherrischen nun nicht mehr bei allen Entscheidungen einig sein, sondern konnten in ihren Quartieren alleine herrschen. Die Quartiereinteilung 1647 war also der Anfang vom Untergang des Vierherrischen, der offiziell erst durch die Nastätter Rezesse 1774/75 kam.

## Erster Nastätter Rezess (27. Juni 1774)
Den ersten Nastätter Rezess beschlossen Vertreter der drei Herrscher des Vierherrischen in Nastätten. Die bisherigen drei Quartiere des Vierherrischen wurden aufgelöst und die drei Mächte Hessen-Kassel (50 % Anteil am Vierherrischen), Nassau-Diez (25 %) und Nassau-Usingen (25 %) als Nachfolger von Nassau-Saarbrücken berieten, wer welches Dorf bekommen sollte, dabei wurde in hessische und nassauische Dörfer geteilt. Der genaue Grenzverlauf zwischen Hessen und Nassau wurde im zweiten Rezess geregelt.
Nach der Zuteilung der Ortschaften wurden diese in umliegende Ämter oder Territorien eingegliedert, auf der Seite Hessens z. B. in die Niedergrafschaft Katzenelnbogen, auf Nassauer Seite meist in ein naheliegendes Amt. Da die Dörfer nur zwischen Hessen und Nassau aufgeteilt waren, standen die Nassau zugeteilten Dörfer unter der gemeinsamen Herrschaft von Nassau-Diez und Nassau-Usingen. Diese beiden gliederten die Ortschaften in das sogenannte Dreiherrische ein; die Dörfer wurden also einem Amt zugeordnet, dass von einem dritten Nassauer Staat neben den beiden anderen mitregiert wurde (hierbei handelt es sich wie beim Vierherrischen selbst um ein Kondominium). So ein Amt war z. B. das Amt Nassau. Die genaue Aufteilung war wie folgt:
- Buch (außerhalb der Bannzäune vierherrisch), Gerold, Oelsberg, Oberwallmenach, Obertiefenbach, Holzhausen (außerhalb der Bannzäune vierherrisch), Rettershain, Weyer, Lautert, Kördorf, Kehlbach, Oberbachheim, Eschbach, Egenroth, Grebenroth Langschied und Winterwerb an Hessen-Kassel
- Marienfels, Dessighofen, Ehr, Berg, Hunzel, Bremberg, Attenhausen, Dornholzhausen, Geisig und Singhofen an Nassau bzw. das Dreiherrische[4]

Nach der Klärung der Zugehörigkeit der einzelnen Ortschaften musste nun noch der genaue Grenzverlauf bestimmt werden. Zu diesem Zweck wurde ein zweiter Rezess anberaumt.

## Zweiter Nastätter Rezess (9. Dezember 1775)
Durch den zweiten Nastätter Rezess wurde die genaue Grenze zwischen dem nun nassauischen und hessischen Teil des ehemaligen Vierherrischen festgelegt. Dass es hierbei ziemlich genau zuging, zeigt auch der folgende Auszug, der die Grenzführung bei Marienfels festhält:
…rechter Hand an Geyers heckenfeld her über den von Hunzel auf Miehlen gehenden fahrweg fort über das feld bis an den Seyersgraben, linker Hand den Seyer herunter, wo die hunzelner Gemarkung aufhöret und die Marienfelser anfängt. Linker hand den rech herab, rechter hand den Seyerfluß herab, zwischen dem Miehlener feld und den Marienfelser wießen her, die Seyerswießen gerad herab, über den Marienfelser mühlenteich durch die bruchwieße, über die Mühlbach durch die Miehlener wießen und den Miehler weg an der Weyerbach, in den Weyerbacher graben hinauf biß in den Faulberger söder, biß in die Füllscheuer, gerade fort über das feld an den Ehrer graben, bis über die Ehrer straße, dem fluthgraben nach biß in die Bogeler söder…
Nachdem die Grenzführung durch die Delegierten der Herrscher von Nassau und Hessen-Kassel am 9. Dezember 1775 im Zweiten Rezess offiziell beschlossen worden war, hörte das Vierherrische somit vollständig auf zu existieren.

## Folgen
Mit dem Abschluss des zweiten Rezesses war auch das endgültige Aus für das Vierherrische besiegelt. Dieser Schritt war nach der Quartiereinteilung 1647 abzusehen gewesen, denn das Gebiet sollte regierbar bleiben. Die logische Schlussfolgerung daraus war eine Einteilung des Kondominiums in Herrschaftsbereiche und schließlich seine Auflösung. Die Verteilung des vierherrischen Territoriums und die neuen Grenzen sollten aber schon bald durch die Französische Revolution und die Kriege Napoleons Anfang des 19. Jahrhunderts überflüssig werden, da diese zu einer totalen Änderung der bisherigen territorialen Ordnung führten.

## Nachfolgende Herrscher
Das nassauische Gebiet wurde 1803 Teil des neugebildeten Herzogtum Nassaus, das Hessen-Kassel zugeschlagene Gebiet, das in die Niedergrafschaft Katzenelnbogen eingegliedert worden war, wurde 1806 Teil des von napoleonischen Truppen besetzt gehaltenen „Pays réservé de Catzenellenbogen“ und kam erst im Jahr 1816 nach dem Wiener Kongress zum Herzogtum Nassau, nachdem es vom 16. Oktober 1815 bis 17. Oktober 1816 preußisch und davor (nach dem Rückzug von Napoleons Truppen) zwei Jahre hessisch war. Das Herzogtum Nassau fiel nach dem Deutschen Krieg 1866 an Preußen und war ab 1871 Teil des neuen Deutschen Reiches.